# Ryan Strain
Ryan Strain (Coventry, 1997. április 2. –) ausztrál válogatott labdarúgó, a skót St. Mirren hátvédje.

## Pályafutása

### Klubcsapatokban
Strain az angliai Coventry városában született. Az ifjúsági pályafutását az Aston Villa csapatában kezdte, majd az ausztrál Adelaide United akadémiájánál folytatta.
2017-ben mutatkozott be az Adelaide United első osztályban szereplő felnőtt keretében. 2021-ben az izraeli Makkabi Haifához igazolt. 2022. július 1-jén kétéves szerződést kötött a skót St. Mirren együttesével. Először a 2022. július 31-ei, Motherwell ellen 1–0-ra elvesztett mérkőzésen lépett pályára. Első gólját 2022. november 5-én, a Ross County ellen idegenben 3–2-es vereséggel zárult találkozón szerezte meg.

### A válogatottban
Strain 2022-ben debütált az ausztrál válogatottban. Először a 2022. szeptember 25-ei, Új-Zéland ellen 2–0-ra megnyert mérkőzés 63. percében, Nathaniel Atkinsont váltva lépett pályára.

## Statisztikák
2023. május 27. szerint
| Klub            | Szezon   | Osztály              | Bajnokság | Bajnokság | Kupa  | Kupa | Nemzetközi | Nemzetközi | Összesen | Összesen |
| Klub            | Szezon   | Osztály              | Meccs     | Gól       | Meccs | Gól  | Meccs      | Gól        | Meccs    | Gól      |
| --------------- | -------- | -------------------- | --------- | --------- | ----- | ---- | ---------- | ---------- | -------- | -------- |
| Adelaide United | 2017–18  | A-League             | 16        | 0         | 0     | 0    | —          | —          | 16       | 0        |
| Adelaide United | 2018–19  | A-League             | 22        | 0         | 4     | 0    | —          | —          | 26       | 0        |
| Adelaide United | 2019–20  | A-League             | 22        | 0         | 5     | 0    | —          | —          | 27       | 0        |
| Adelaide United | 2020–21  | A-League             | 21        | 0         | 0     | 0    | —          | —          | 21       | 0        |
| Adelaide United | Összesen | Összesen             | 81        | 0         | 9     | 0    | 0          | 0          | 90       | 0        |
| Makkabi Haifa   | 2021–22  | Ligat ha'Al          | 9         | 0         | 1     | 0    | 4          | 0          | 14       | 0        |
| St. Mirren      | 2022–23  | Scottish Premiership | 36        | 4         | 5     | 0    | —          | —          | 41       | 4        |
| Összesen        | Összesen | Összesen             | 126       | 4         | 15    | 0    | 4          | 0          | 145      | 4        |

### A válogatottban
| Válogatott | Év       | Pályára lépés | Gól |
| ---------- | -------- | ------------- | --- |
| Ausztrália | 2022     | 1             | 0   |
| Ausztrália | 2023     | 1             | 0   |
| Összesen   | Összesen | 2             | 0   |

## Sikerei, díjai
Adelaide United
- Ausztrál Kupa
  - Győztes (2): 2018, 2019

Makkabi Haifa
- Ligat ha'Al
  - Bajnok (1): 2021–22

- Izrael Kupa
  - Döntős (1): 2021–22

- Izraeli Szuperkupa
  - Győztes (1): 2021–22

- Totó-kupa
  - Győztes (1): 2021